# 杨春普
參數所指定的目標頁面不存在，建議更正成存在頁面或直接建立下列一個頁面（建立前請先搜尋是否有合適的存在頁面可以取代）：
- 杨春普 (藏族)

杨春普（？—？）字宜齐，直隶天津人。中华民国军事将领。

## 生平
杨春普曾任清朝江北第十三混成协标统。1912年，任江北第十九师卅八旅旅长。1914年8月29日，北京政府任命杨春普为陆军第十九师师长。1923年，任苏常镇守使，同年11月获授将军府煦威将军。1924年底奉军进入江苏时，杨春普被部下驱走而去职。